# Roxie
Roxie è una città (town) degli Stati Uniti d'America, situata nella contea di Franklin, nello Stato del Mississippi.